# أوراسيا
أوراسيا هي كتلة أرضية مساحتها 54,000,000 كم2 وهي مكونة من قارتي أوروبا وآسيا. تشكلت أوراسيا قبل حوالي 350 مليون سنة بعد اندماج القارات: سيبيريا وكازاخستانيا وبلطيقا (والتي اندمجت مع لورنشيا التي تمثل الآن أمريكا الشمالية لتشكل أورأمريكا).
تقع أوراسيا في شمال الكرة الأرضية. اسم الكتلة مركب من كلمتي «أوروبا» و«آسيا». يحدها من أقصى الغرب جزر آيرلندا والمحيط الأطلسي الذي يمتد بذراعه الجنوبي وهو متمثل في البحر المتوسط بأحواضه المختلفة ومن الشرق مضيق بيرنج وبعض الجزر مثل كامشتكا وسخالين والمحيط الهادي ومن الشمال يحده جزر فرانس جوزيف والمحيط المتجمد الشمالى ومن الجنوب جزر تيمور والمحيط الهندي بذراعيه المتمثلين في البحر الأحمر والخليج العربي
اعتبرها العديد من الجغرافيين كقارة واحدة مثل الأمريكيتين وأفريقيا، حيث أن القارتين غير منفصلتين بمحيط أو بحر كبير. قسم الإغريق العالم إلى ثلاث مناطق: آسيا وأوروبا وأفريقيا، وهذا الاستخدام لا يزال سائداً حتى الآن.
وقد تعني المناطق أو الدول العابرة لقاراتي آسيا وأوروبا كروسيا وتركيا وكازاخستان.
يوجد أيضاً تقسيم آخر هو أوراسيا الشرقية والغربية. تمثل أوراسيا الغربية أوروبا والشرق الأوسط، كما يضيف إليهما البعض شمال أفريقيا لكون المنطقة منفصلة عن بقية أفريقيا بواسطة الصحراء الكبرى. وتمثل أوراسيا الشرقية بقية آسيا عدا منطقة الشرق الأوسط منها.